# Prosopocera zimbabwea
Prosopocera zimbabwea är en skalbaggsart som beskrevs av Teocchi 1998. Prosopocera zimbabwea ingår i släktet Prosopocera och familjen långhorningar. Inga underarter finns listade i Catalogue of Life.